# Saison 2024-2025 du Magic d'Orlando
La saison 2024-2025 du Magic d'Orlando est la 36e saison de la franchise au sein de la National Basketball Association (NBA).
Le 15 avril, le Magic se qualifie pour les playoffs après leur victoire lors du Play-in face aux Hawks d'Atlanta (120-95). 
Le 29 avril, ils sont éliminés par les Celtics de Boston au premier tour des playoffs (1-4). 

## Draft
| Tour | Choix | Joueur           | Poste | Nationalité        | Provenance            |
| ---- | ----- | ---------------- | ----- | ------------------ | --------------------- |
| 1    | 18    | Tristan da Silva | PF    | Allemagne / Brésil | Buffaloes du Colorado |
| 2    | 47    | Antonio Reeves   | SG/SF | États-Unis         | Wildcats du Kentucky  |

## Matchs

### Summer League
| Summer League Total: 2-3 |

| Match | Date match | Équipe              | Score          | Meilleur marqueur     | Meilleur rebondeur   | Meilleur passeur     | Lieux Spectateurs      | Série |
| ----- | ---------- | ------------------- | -------------- | --------------------- | -------------------- | -------------------- | ---------------------- | ----- |
| 1     | 12 juillet | Cleveland           | V 106-79       | Jett Howard (22)      | Huff, Moon (6)       | Da Silva, Howard (4) | Cox Pavilion 0         | 1 - 0 |
| 2     | 14 juillet | La Nouvelle-Orléans | V 91-86        | Tristan da Silva (23) | Jarrett Culver (7)   | Anthony Black (6)    | Cox Pavilion 0         | 2 - 0 |
| 3     | 17 juillet | Memphis             | D 98-104       | Jett Howard (21)      | Culver, Da Silva (6) | Xavier Moon (8)      | Thomas & Mack Center 0 | 2 - 1 |
| 4     | 18 juillet | Brooklyn            | D 100-102 (OT) | Huff, Maledon (20)    | Gardner, Rhoden (7)  | Théo Maledon (6)     | Cox Pavilion 0         | 2 - 2 |
| 5     | 21 juillet | Minnesota           | D 100-115      | Charlie Brown (21)    | Culver, Huff (7)     | Théo Maledon (8)     | Cox Pavilion 0         | 2 - 3 |

### Pré-saison
| Pré-saison Total: 1-2 (Domicile : 1-0; Extérieur : 0-2) |

| Match                                                   | Date match | Équipe                | Score     | Meilleur marqueur   | Meilleur rebondeur      | Meilleur passeur   | Lieux Spectateurs           | Série |
| ------------------------------------------------------- | ---------- | --------------------- | --------- | ------------------- | ----------------------- | ------------------ | --------------------------- | ----- |
| 1                                                       | 7 octobre  | @ La Nouvelle-Orléans | D 104-106 | Paolo Banchero (15) | Goga Bitadze (9)        | Anthony Black (4)  | Smoothie King Center 17 687 | 0 - 1 |
| 2                                                       | 9 octobre  | @ San Antonio         | D 97-107  | Jett Howard (19)    | Goga Bitadze (11)       | Paolo Banchero (7) | Frost Bank Center 16 952    | 0 - 2 |
| -                                                       | 11 octobre | La Nouvelle-Orléans   | Annulé*   | Annulé*             | Annulé*                 | Annulé*            | Kia Center                  | -     |
| 3                                                       | 18 octobre | Philadelphie          | V 114-99  | Paolo Banchero (21) | Bitadze, Carter Jr. (7) | Anthony Black (8)  | Kia Center 18 846           | 1 - 2 |
| * Le match a été annulé à la suite de l’ouragan Milton. |            |                       |           |                     |                         |                    |                             |       |

### Saison régulière
| Saison régulière Total: 41-41 (Domicile : 22-19; Extérieur : 19-22) |

| Match | Date match | Équipe    | Score     | Meilleur marqueur   | Meilleur rebondeur       | Meilleur passeur   | Lieux Spectateurs    | Série |
| ----- | ---------- | --------- | --------- | ------------------- | ------------------------ | ------------------ | -------------------- | ----- |
| 1     | 23 octobre | @ Miami   | V 116-97  | Paolo Banchero (33) | Wendell Carter Jr. (14)  | Cole Anthony (6)   | Kaseya Center 19 630 | 1 - 0 |
| 2     | 25 octobre | Brooklyn  | V 116-101 | Franz Wagner (29)   | Wendell Carter Jr. (11)  | Paolo Banchero (9) | Kia Center 19 087    | 2 - 0 |
| 3     | 26 octobre | @ Memphis | D 111-124 | Franz Wagner (23)   | Wendell Carter Jr. (10)  | Quatre joueurs (3) | FedExForum 17 809    | 2 - 1 |
| 4     | 28 octobre | Indiana   | V 119-115 | Paolo Banchero (50) | Paolo Banchero (13)      | Paolo Banchero (9) | Kia Center 18 846    | 3 - 1 |
| 5     | 30 octobre | @ Chicago | D 99-102  | Paolo Banchero (31) | Banchero, Carter Jr. (7) | Anthony Black (6)  | United Center 19 015 | 3 - 2 |

| Match                                  | Date match   | Équipe              | Score     | Meilleur marqueur  | Meilleur rebondeur       | Meilleur passeur     | Lieux Spectateurs                 | Série  |
| -------------------------------------- | ------------ | ------------------- | --------- | ------------------ | ------------------------ | -------------------- | --------------------------------- | ------ |
| 6                                      | 1er novembre | @ Cleveland         | D 109-120 | Jalen Suggs (28)   | Suggs, F. Wagner (8)     | Jalen Suggs (7)      | Rocket Mortgage FieldHouse 19 432 | 3 - 3  |
| 7                                      | 3 novembre   | @ Dallas            | D 85-108  | Franz Wagner (13)  | F. Wagner, M. Wagner (6) | Franz Wagner (6)     | American Airlines Center 19 977   | 3 - 4  |
| 8                                      | 4 novembre   | @ Oklahoma City     | D 86-102  | Franz Wagner (22)  | Goga Bitadze (9)         | Jalen Suggs (6)      | Paycom Center 17 044              | 3 - 5  |
| 9                                      | 6 novembre   | @ Indiana           | D 111-118 | Franz Wagner (28)  | Goga Bitadze (12)        | Trois joueurs (6)    | Gainbridge Fieldhouse 16 218      | 3 - 6  |
| 10                                     | 8 novembre   | La Nouvelle-Orléans | V 115-88  | Franz Wagner (27)  | Goga Bitadze (9)         | Franz Wagner (6)     | Kia Center 18 565                 | 4 - 6  |
| 11                                     | 10 novembre  | Washington          | V 121-94  | Franz Wagner (23)  | Goga Bitadze (12)        | Franz Wagner (7)     | Kia Center 18 352                 | 5 - 6  |
| 12                                     | 12 novembre  | Charlotte*          | V 114-89  | Franz Wagner (32)  | Franz Wagner (8)         | Franz Wagner (5)     | Kia Center 17 541                 | 6 - 6  |
| 13                                     | 13 novembre  | Indiana             | V 94-90   | Franz Wagner (29)  | Goga Bitadze (12)        | Black, F. Wagner (6) | Kia Center 17 087                 | 7 - 6  |
| 14                                     | 15 novembre  | Philadelphie*       | V 98-86   | Franz Wagner (31)  | Franz Wagner (11)        | Franz Wagner (6)     | Kia Center 17 843                 | 8 - 6  |
| 15                                     | 18 novembre  | @ Phoenix           | V 109-99  | Franz Wagner (32)  | Goga Bitadze (10)        | Anthony Black (9)    | Footprint Center 17 071           | 9 - 6  |
| 16                                     | 20 novembre  | @ L.A. Clippers     | D 93-104  | Anthony Black (17) | Franz Wagner (6)         | Anthony Black (8)    | Intuit Dome 16 563                | 9 - 7  |
| 17                                     | 21 novembre  | @ L.A. Lakers       | V 119-118 | Franz Wagner (37)  | Goga Bitadze (15)        | Franz Wagner (11)    | Crypto.com Arena 18 997           | 10 - 7 |
| 18                                     | 23 novembre  | Détroit             | V 111-100 | Franz Wagner (30)  | Jonathan Isaac (12)      | Franz Wagner (8)     | Kia Center 19 094                 | 11 - 7 |
| 19                                     | 25 novembre  | @ Charlotte         | V 95-84   | Franz Wagner (21)  | Anthony, M. Wagner (8)   | Franz Wagner (7)     | Spectrum Center 14 898            | 12 - 7 |
| 20                                     | 27 novembre  | Chicago             | V 133-119 | Jalen Suggs (31)   | Goga Bitadze (11)        | Jalen Suggs (7)      | Kia Center 18 309                 | 13 - 7 |
| 21                                     | 29 novembre  | @ Brooklyn*         | V 123-100 | Franz Wagner (29)  | Franz Wagner (8)         | Franz Wagner (8)     | Barclays Center 18 143            | 14 - 7 |
| *Matchs comptant pour la NBA Cup 2024. |              |                     |           |                    |                          |                      |                                   |        |

| Match                                  | Date match   | Équipe         | Score     | Meilleur marqueur     | Meilleur rebondeur         | Meilleur passeur             | Lieux Spectateurs            | Série   |
| -------------------------------------- | ------------ | -------------- | --------- | --------------------- | -------------------------- | ---------------------------- | ---------------------------- | ------- |
| 22                                     | 1er décembre | @ Brooklyn     | V 100-92  | Franz Wagner (20)     | Goga Bitadze (13)          | Franz Wagner (8)             | Barclays Center 16 505       | 15 - 7  |
| 23                                     | 3 décembre   | @ New York*    | D 106-121 | Franz Wagner (30)     | Moritz Wagner (12)         | Franz Wagner (6)             | Madison Square Garden 19 812 | 15 - 8  |
| 24                                     | 4 décembre   | @ Philadelphie | V 106-102 | Franz Wagner (35)     | Franz Wagner (7)           | Anthony Black (7)            | Wells Fargo Center 19 851    | 16 - 8  |
| 25                                     | 6 décembre   | @ Philadelphie | D 94-102  | Franz Wagner (30)     | Carter Jr., M. Wagner (13) | Franz Wagner (5)             | Wells Fargo Center 19 802    | 16 - 9  |
| 26                                     | 8 décembre   | Phoenix        | V 115-110 | Jalen Suggs (26)      | Goga Bitadze (16)          | Goga Bitadze (4)             | Kia Center 18 311            | 17 - 9  |
| 27                                     | 10 décembre  | @ Milwaukee*   | D 109-114 | Jalen Suggs (32)      | Goga Bitadze (14)          | Wendell Carter Jr. (5)       | Fiserv Forum 17 341          | 17 - 10 |
| 28                                     | 15 décembre  | New York       | D 91-100  | Moritz Wagner (32)    | Goga Bitadze (11)          | Jalen Suggs (8)              | Kia Center 17 029            | 17 - 11 |
| 29                                     | 19 décembre  | Oklahoma City  | D 99-105  | Anthony Black (23)    | Wendell Carter Jr. (13)    | Kentavious Caldwell-Pope (5) | Kia Center 18 896            | 17 - 12 |
| 30                                     | 21 décembre  | Miami          | V 121-114 | Cole Anthony (35)     | Goga Bitadze (13)          | Cole Anthony (9)             | Kia Center 18 080            | 18 - 12 |
| 31                                     | 23 décembre  | Boston         | V 108-104 | Tristan da Silva (18) | Goga Bitadze (9)           | Anthony, Suggs (5)           | Kia Center 18 846            | 19 - 12 |
| 32                                     | 26 décembre  | Miami          | D 88-89   | Jalen Suggs (29)      | Goga Bitadze (14)          | Six joueurs (2)              | Kia Center 18 846            | 19 - 13 |
| 33                                     | 27 décembre  | New York       | D 85-108  | Jalen Suggs (27)      | Goga Bitadze (11)          | Quatre joueurs (3)           | Kia Center 18 961            | 19 - 14 |
| 34                                     | 29 décembre  | Brooklyn       | V 102-101 | Tristan da Silva (21) | Goga Bitadze (11)          | Tristan da Silva (7)         | Kia Center 19 397            | 20 - 14 |
| *Matchs comptant pour la NBA Cup 2024. |              |                |           |                       |                            |                              |                              |         |

| Match | Date match  | Équipe       | Score           | Meilleur marqueur        | Meilleur rebondeur      | Meilleur passeur        | Lieux Spectateurs            | Série   |
| ----- | ----------- | ------------ | --------------- | ------------------------ | ----------------------- | ----------------------- | ---------------------------- | ------- |
| 35    | 1er janvier | @ Détroit    | D 96-105        | Jalen Suggs (24)         | Wendell Carter Jr. (8)  | Goga Bitadze (6)        | Little Caesars Arena 19 399  | 20 - 15 |
| 36    | 3 janvier   | @ Toronto    | V 106-97        | Tristan da Silva (25)    | Goga Bitadze (13)       | Cole Anthony (11)       | Scotiabank Arena 19 278      | 21 - 15 |
| 37    | 5 janvier   | Utah         | D 92-105        | Jett Howard (21)         | Goga Bitadze (11)       | Trevelin Queen (6)      | Kia Center 19 198            | 21 - 16 |
| 38    | 6 janvier   | @ New York   | V 103-94        | Cole Anthony (24)        | Jonathan Isaac (9)      | Anthony Black (5)       | Madison Square Garden 19 812 | 22 - 16 |
| 39    | 9 janvier   | Minnesota    | D 89-104        | Goga Bitadze (15)        | Tristan da Silva (9)    | Cole Anthony (5)        | Kia Center 18 846            | 22 - 17 |
| 40    | 10 janvier  | Milwaukee    | D 106-109       | Paolo Banchero (34)      | Tristan da Silva (10)   | Trois joueurs (3)       | Kia Center 18 846            | 22 - 18 |
| 41    | 12 janvier  | Philadelphie | V 104-99        | Cole Anthony (27)        | Jonathan Isaac (11)     | Banchero, Black (6)     | Kia Center 17 723            | 23 - 18 |
| 42    | 15 janvier  | @ Milwaukee  | D 93-122        | Paolo Banchero (22)      | Wendell Carter Jr. (10) | Cole Anthony (9)        | Fiserv Forum 17 341          | 23 - 19 |
| 43    | 17 janvier  | @ Boston     | D 94-121        | Cole Anthony (23)        | Wendell Carter Jr. (9)  | Paolo Banchero (4)      | TD Garden 19 156             | 23 - 20 |
| 44    | 19 janvier  | Denver       | D 100-113       | Wendell Carter Jr. (16)  | Wendell Carter Jr. (13) | Trois joueurs (5)       | Kia Center 18 846            | 23 - 21 |
| 45    | 21 janvier  | @ Toronto    | D 93-109        | Paolo Banchero (26)      | Paolo Banchero (12)     | Tristan da Silva (4)    | Scotiabank Arena 18 284      | 23 - 22 |
| 46    | 23 janvier  | Portland     | D 79-101        | Franz Wagner (20)        | Paolo Banchero (9)      | Paolo Banchero (6)      | Kia Center 19 422            | 23 - 23 |
| 47    | 25 janvier  | Détroit      | V 121-113       | Banchero, F. Wagner (32) | Wendell Carter Jr. (11) | Banchero, F. Wagner (7) | Kia Center 19 489            | 24 - 23 |
| 48    | 27 janvier  | @ Miami      | D 119-125 (2OT) | Franz Wagner (29)        | Goga Bitadze (9)        | Cole Anthony (7)        | Kaseya Center 19 600         | 24 - 24 |
| 49    | 30 janvier  | @ Portland   | D 90-119        | Franz Wagner (24)        | Wendell Carter Jr. (7)  | Banchero, F. Wagner (3) | Moda Center 16 217           | 24 - 25 |

| Match                  | Date match  | Équipe         | Score     | Meilleur marqueur       | Meilleur rebondeur      | Meilleur passeur        | Lieux Spectateurs       | Série   |
| ---------------------- | ----------- | -------------- | --------- | ----------------------- | ----------------------- | ----------------------- | ----------------------- | ------- |
| 50                     | 1er février | @ Utah         | D 99-113  | Franz Wagner (37)       | Goga Bitadze (8)        | Paolo Banchero (6)      | Delta Center 18 175     | 24 - 26 |
| 51                     | 3 février   | @ Golden State | D 99-104  | Cole Anthony (26)       | Goga Bitadze (14)       | Wendell Carter Jr. (7)  | Chase Center 18 064     | 24 - 27 |
| 52                     | 5 février   | @ Sacramento   | V 130-111 | Franz Wagner (31)       | Wendell Carter Jr. (8)  | Paolo Banchero (9)      | Golden 1 Center 18 074  | 25 - 27 |
| 53                     | 6 février   | @ Denver       | D 90-112  | Wendell Carter Jr. (19) | Paolo Banchero (8)      | Trois joueurs (4)       | Ball Arena 19 616       | 25 - 28 |
| 54                     | 8 février   | San Antonio    | V 112-111 | Franz Wagner (33)       | Franz Wagner (12)       | Paolo Banchero (6)      | Kia Center 19 354       | 26 - 28 |
| 55                     | 10 février  | Atlanta        | D 106-112 | Franz Wagner (37)       | Franz Wagner (7)        | Anthony Black (5)       | Kia Center 18 055       | 26 - 29 |
| 56                     | 12 février  | Charlotte      | V 102-86  | Paolo Banchero (24)     | Wendell Carter Jr. (11) | Paolo Banchero (6)      | Kia Center 18 947       | 27 - 29 |
| NBA All-Star Game 2025 |             |                |           |                         |                         |                         |                         |         |
| 57                     | 20 février  | @ Atlanta      | V 114-108 | Paolo Banchero (36)     | Wendell Carter Jr. (15) | Banchero, F. Wagner (5) | State Farm Arena 16 436 | 28 - 29 |
| 58                     | 21 février  | Memphis        | D 104-105 | Franz Wagner (25)       | Wendell Carter Jr. (11) | Cole Anthony (7)        | Kia Center 18 945       | 28 - 30 |
| 59                     | 23 février  | Washington     | V 110-90  | Black, F. Wagner (23)   | Bitadze, Carter Jr. (9) | Banchero, F. Wagner (5) | Kia Center 18 712       | 29 - 30 |
| 60                     | 25 février  | Cleveland      | D 82-122  | Paolo Banchero (26)     | Wendell Carter Jr. (6)  | Trois joueurs (4)       | Kia Center 18 846       | 29 - 31 |
| 61                     | 27 février  | Golden State   | D 115-121 | Paolo Banchero (41)     | Wendell Carter Jr. (14) | Paolo Banchero (5)      | Kia Center 18 846       | 29 - 32 |

| Match | Date match | Équipe                | Score     | Meilleur marqueur      | Meilleur rebondeur      | Meilleur passeur         | Lieux Spectateurs           | Série   |
| ----- | ---------- | --------------------- | --------- | ---------------------- | ----------------------- | ------------------------ | --------------------------- | ------- |
| 62    | 2 mars     | Toronto               | D 102-104 | Franz Wagner (25)      | Wendell Carter Jr. (9)  | Banchero, Carter Jr. (5) | Kia Center 19 015           | 29 - 33 |
| 63    | 4 mars     | Toronto               | D 113-114 | Paolo Banchero (41)    | Paolo Banchero (8)      | Paolo Banchero (8)       | Kia Center 17 406           | 29 - 34 |
| 64    | 6 mars     | Chicago               | D 123-125 | Anthony, Banchero (20) | Paolo Banchero (9)      | Franz Wagner (6)         | Kia Center 17 717           | 29 - 35 |
| 65    | 8 mars     | @ Milwaukee           | V 111-109 | Paolo Banchero (29)    | Franz Wagner (7)        | Cole Anthony (9)         | Fiserv Forum 17 815         | 30 - 35 |
| 66    | 10 mars    | @ Houston             | D 84-97   | Paolo Banchero (25)    | Wendell Carter Jr. (12) | Franz Wagner (5)         | Toyota Center 16 665        | 30 - 36 |
| 67    | 13 mars    | @ La Nouvelle-Orléans | V 113-93  | Paolo Banchero (34)    | Paolo Banchero (11)     | Franz Wagner (5)         | Smoothie King Center 16 323 | 31 - 36 |
| 68    | 14 mars    | @ Minnesota           | D 111-118 | Paolo Banchero (43)    | Paolo Banchero (10)     | Franz Wagner (4)         | Target Center 18 978        | 31 - 37 |
| 69    | 16 mars    | @ Cleveland           | V 108-103 | Paolo Banchero (24)    | Wendell Carter Jr. (14) | Paolo Banchero (7)       | Rocket Arena 19 432         | 32 - 37 |
| 70    | 19 mars    | Houston               | D 108-116 | Paolo Banchero (31)    | Bitadze, F. Wagner (8)  | Franz Wagner (7)         | Kia Center 19 609           | 32 - 38 |
| 71    | 21 mars    | @ Washington          | V 120-105 | Paolo Banchero (30)    | Wendell Carter Jr. (12) | Anthony Black (6)        | Capital One Arena 18 317    | 33 - 38 |
| 72    | 24 mars    | L.A. Lakers           | V 118-106 | Franz Wagner (32)      | Wendell Carter Jr. (8)  | Franz Wagner (9)         | Kia Center 19 598           | 34 - 38 |
| 73    | 25 mars    | @ Charlotte           | V 111-104 | Paolo Banchero (32)    | Wendell Carter Jr. (11) | Paolo Banchero (6)       | Spectrum Center 14 639      | 35 - 38 |
| 74    | 27 mars    | Dallas                | D 92-101  | Paolo Banchero (35)    | Paolo Banchero (10)     | Paolo Banchero (4)       | Kia Center 17 269           | 35 - 39 |
| 75    | 29 mars    | Sacramento            | V 121-91  | Paolo Banchero (24)    | Goga Bitadze (10)       | Banchero, Joseph (6)     | Kia Center 18 846           | 36 - 39 |
| 76    | 31 mars    | L.A. Clippers         | D 87-96   | Paolo Banchero (26)    | Paolo Banchero (6)      | Franz Wagner (6)         | Kia Center 17 522           | 36 - 40 |

| Match | Date match | Équipe        | Score     | Meilleur marqueur        | Meilleur rebondeur     | Meilleur passeur     | Lieux Spectateurs            | Série   |
| ----- | ---------- | ------------- | --------- | ------------------------ | ---------------------- | -------------------- | ---------------------------- | ------- |
| 77    | 1er avril  | @ San Antonio | V 116-105 | Banchero, F. Wagner (24) | Paolo Banchero (10)    | Franz Wagner (7)     | Frost Bank Center 17 770     | 37 - 40 |
| 78    | 3 avril    | @ Washington  | V 109-97  | Paolo Banchero (33)      | Paolo Banchero (18)    | Paolo Banchero (8)   | Capital One Arena 15 998     | 38 - 40 |
| 79    | 8 avril    | Atlanta       | V 119-112 | Paolo Banchero (33)      | Paolo Banchero (10)    | Franz Wagner (6)     | Kia Center 18 846            | 39 - 40 |
| 80    | 9 avril    | Boston        | V 96-76   | Franz Wagner (23)        | Anthony, F. Wagner (8) | Paolo Banchero (6)   | Kia Center 19 128            | 40 - 40 |
| 81    | 11 avril   | @ Indiana     | V 129-115 | Trevelin Queen (25)      | Goga Bitadze (7)       | Anthony Black (7)    | Gainbridge Fieldhouse 17 010 | 41 - 40 |
| 82    | 13 avril   | @ Atlanta     | D 105-117 | Anthony Black (20)       | Black, Isaac (10)      | Tristan da Silva (6) | State Farm Arena 17 714      | 41 - 41 |

### Play-in tournament
| Play-in Total: 1-0 (Domicile : 1-0; Extérieur : 0-0) |

| Match | Date match | Équipe  | Score    | Meilleur marqueur | Meilleur rebondeur | Meilleur passeur   | Lieux Spectateurs | Série |
| ----- | ---------- | ------- | -------- | ----------------- | ------------------ | ------------------ | ----------------- | ----- |
| 1     | 15 avril   | Atlanta | V 120-95 | Cole Anthony (26) | Franz Wagner (13)  | Paolo Banchero (7) | Kia Center 18 846 | 1 - 0 |

### Playoffs
| Playoffs Total: 1-4 (Domicile : 1-1; Extérieur : 0-3) |

| Match | Date match | Équipe   | Score     | Meilleur marqueur   | Meilleur rebondeur      | Meilleur passeur   | Lieux Spectateurs | Série |
| ----- | ---------- | -------- | --------- | ------------------- | ----------------------- | ------------------ | ----------------- | ----- |
| 1     | 20 avril   | @ Boston | D 86-103  | Paolo Banchero (36) | Wendell Carter Jr. (13) | Franz Wagner (5)   | TD Garden 19 156  | 0 - 1 |
| 2     | 23 avril   | @ Boston | D 100-109 | Paolo Banchero (32) | Paolo Banchero (9)      | Paolo Banchero (7) | TD Garden 19 156  | 0 - 2 |
| 3     | 25 avril   | Boston   | V 95-93   | Franz Wagner (32)   | Wendell Carter Jr. (12) | Franz Wagner (8)   | Kia Center 18 967 | 1 - 2 |
| 4     | 27 avril   | Boston   | D 98-107  | Paolo Banchero (31) | Wendell Carter Jr. (11) | Franz Wagner (7)   | Kia Center 19 073 | 1 - 3 |
| 5     | 29 avril   | @ Boston | D 89-120  | Franz Wagner (25)   | Wendell Carter Jr. (10) | Paolo Banchero (6) | TD Garden 19 156  | 1 - 4 |

### Confrontations en saison régulière
| Conférence Est      | Conférence Est                              | Conférence Est                              | Conférence Est                              | Conférence Est                              | Conférence Est                              | Conférence Ouest                            | Conférence Ouest                            | Conférence Ouest                            |
| Division Atlantique | Division Atlantique                         | Division Atlantique                         | Division Atlantique                         | Division Atlantique                         | Division Atlantique                         | Division Nord-Ouest                         | Division Nord-Ouest                         | Division Nord-Ouest                         |
| Équipe              | Domicile                                    | Domicile                                    | Extérieur                                   | Extérieur                                   | Extérieur                                   | Équipe                                      | Domicile                                    | Extérieur                                   |
| ------------------- | ------------------------------------------- | ------------------------------------------- | ------------------------------------------- | ------------------------------------------- | ------------------------------------------- | ------------------------------------------- | ------------------------------------------- | ------------------------------------------- |
| Boston              | 108-104                                     | 96-76                                       | 94-121                                      |                                             |                                             | Denver                                      | 100-113                                     | 90-112                                      |
| Brooklyn            | 116-101                                     | 102-101                                     | 123-100                                     | 100-92                                      |                                             | Minnesota                                   | 89-104                                      | 111-118                                     |
| New York            | 91-100                                      | 85-108                                      | 106-121                                     | 103-94                                      |                                             | Oklahoma City                               | 99-105                                      | 86-102                                      |
| Philadelphie        | 98-86                                       | 104-99                                      | 106-102                                     | 94-102                                      |                                             | Portland                                    | 79-101                                      | 90-119                                      |
| Toronto             | 102-104                                     | 113-114                                     | 106-97                                      | 93-109                                      |                                             | Utah                                        | 92-105                                      | 99-113                                      |
| Division            | 11–8 (Domicile : 6–4; Extérieur : 5–4)      | 11–8 (Domicile : 6–4; Extérieur : 5–4)      | 11–8 (Domicile : 6–4; Extérieur : 5–4)      | 11–8 (Domicile : 6–4; Extérieur : 5–4)      | 11–8 (Domicile : 6–4; Extérieur : 5–4)      | Division                                    | 0–10 (Domicile : 0–5; Extérieur : 0–5)      | 0–10 (Domicile : 0–5; Extérieur : 0–5)      |
| Division Centrale   | Division Centrale                           | Division Centrale                           | Division Centrale                           | Division Centrale                           | Division Centrale                           | Division Pacifique                          | Division Pacifique                          | Division Pacifique                          |
| Équipe              | Domicile                                    | Domicile                                    | Extérieur                                   | Extérieur                                   | Extérieur                                   | Équipe                                      | Domicile                                    | Extérieur                                   |
| Chicago             | 133-119                                     | 123-125                                     | 99-102                                      |                                             |                                             | Golden State                                | 115-121                                     | 99-104                                      |
| Cleveland           | 82-122                                      |                                             | 109-120                                     | 108-103                                     |                                             | L.A. Clippers                               | 87-96                                       | 93-104                                      |
| Détroit             | 111-100                                     | 121-113                                     | 96-105                                      |                                             |                                             | L.A. Lakers                                 | 118-106                                     | 119-118                                     |
| Indiana             | 119-115                                     | 94-90                                       | 111-118                                     | 129-115                                     |                                             | Phoenix                                     | 115-110                                     | 109-99                                      |
| Milwaukee           | 106-109                                     |                                             | 109-114                                     | 93-122                                      | 111-109                                     | Sacramento                                  | 121-91                                      | 130-111                                     |
| Division            | 8–9 (Domicile : 5–3; Extérieur : 3–6)       | 8–9 (Domicile : 5–3; Extérieur : 3–6)       | 8–9 (Domicile : 5–3; Extérieur : 3–6)       | 8–9 (Domicile : 5–3; Extérieur : 3–6)       | 8–9 (Domicile : 5–3; Extérieur : 3–6)       | Division                                    | 6–4 (Domicile : 3–2; Extérieur : 3–2)       | 6–4 (Domicile : 3–2; Extérieur : 3–2)       |
| Division Sud-Est    | Division Sud-Est                            | Division Sud-Est                            | Division Sud-Est                            | Division Sud-Est                            | Division Sud-Est                            | Division Sud-Ouest                          | Division Sud-Ouest                          | Division Sud-Ouest                          |
| Équipe              | Domicile                                    | Domicile                                    | Extérieur                                   | Extérieur                                   | Extérieur                                   | Équipe                                      | Domicile                                    | Extérieur                                   |
| Atlanta             | 106-112                                     | 119-112                                     | 114-108                                     | 105-117                                     |                                             | Dallas                                      | 92-101                                      | 85-108                                      |
| Charlotte           | 114-89                                      | 102-86                                      | 95-84                                       | 111-104                                     |                                             | Houston                                     | 108-116                                     | 84-97                                       |
| Miami               | 121-114                                     | 88-89                                       | 116-97                                      | 119-125 (2OT)                               |                                             | Memphis                                     | 104-105                                     | 111-124                                     |
|                     |                                             |                                             |                                             |                                             |                                             | New Orleans                                 | 115-88                                      | 113-93                                      |
| Washington          | 121-94                                      | 110-90                                      | 120-105                                     | 109-97                                      |                                             | San Antonio                                 | 112-111                                     | 116-105                                     |
| Division            | 12–4 (Domicile : 6–2; Extérieur : 6–2)      | 12–4 (Domicile : 6–2; Extérieur : 6–2)      | 12–4 (Domicile : 6–2; Extérieur : 6–2)      | 12–4 (Domicile : 6–2; Extérieur : 6–2)      | 12–4 (Domicile : 6–2; Extérieur : 6–2)      | Division                                    | 4–6 (Domicile : 2–3; Extérieur : 2–3)       | 4–6 (Domicile : 2–3; Extérieur : 2–3)       |
| Conférence          | 31–21 (Domicile : 17–9; Extérieur : 14–12)  | 31–21 (Domicile : 17–9; Extérieur : 14–12)  | 31–21 (Domicile : 17–9; Extérieur : 14–12)  | 31–21 (Domicile : 17–9; Extérieur : 14–12)  | 31–21 (Domicile : 17–9; Extérieur : 14–12)  | Conférence                                  | 10–20 (Domicile : 5–10; Extérieur : 5–10)   | 10–20 (Domicile : 5–10; Extérieur : 5–10)   |
| Total               | 41–41 (Domicile : 22–19; Extérieur : 19–22) | 41–41 (Domicile : 22–19; Extérieur : 19–22) | 41–41 (Domicile : 22–19; Extérieur : 19–22) | 41–41 (Domicile : 22–19; Extérieur : 19–22) | 41–41 (Domicile : 22–19; Extérieur : 19–22) | 41–41 (Domicile : 22–19; Extérieur : 19–22) | 41–41 (Domicile : 22–19; Extérieur : 19–22) | 41–41 (Domicile : 22–19; Extérieur : 19–22) |

## Classements

### Saison régulière
| Conférence Est | Conférence Est             | Conférence Est | Conférence Est | Conférence Est | Conférence Est | Conférence Est | Conférence Est |
| No             | Franchise                  | Vic.           | Déf.           | MJ             | V/D            | GB             |                |
| -------------- | -------------------------- | -------------- | -------------- | -------------- | -------------- | -------------- | -------------- |
| 1              | Cavaliers de Cleveland - c | 64             | 18             | 82             | .780           | –              |                |
| 2              | Celtics de Boston - y      | 61             | 21             | 82             | .744           | 3              |                |
| 3              | Knicks de New York - x     | 51             | 31             | 82             | .622           | 13             |                |
| 4              | Pacers de l'Indiana - x    | 50             | 32             | 82             | .610           | 14             |                |
| 5              | Bucks de Milwaukee - x     | 48             | 34             | 82             | .585           | 16             |                |
| 6              | Pistons de Détroit - x     | 44             | 38             | 82             | .537           | 20             |                |
|                |                            |                |                |                |                |                |                |
| 7              | Magic d'Orlando - y        | 41             | 41             | 82             | .500           | 23             |                |
| 8              | Hawks d'Atlanta - pi       | 40             | 42             | 82             | .488           | 24             |                |
| 9              | Bulls de Chicago - pi      | 39             | 43             | 82             | .476           | 25             |                |
| 10             | Heat de Miami - x          | 37             | 45             | 82             | .451           | 27             |                |
|                |                            |                |                |                |                |                |                |
| 11             | Raptors de Toronto - o     | 30             | 52             | 82             | .366           | 34             |                |
| 12             | Nets de Brooklyn - o       | 26             | 56             | 82             | .317           | 38             |                |
| 13             | 76ers de Philadelphie - o  | 24             | 58             | 82             | .293           | 40             |                |
| 14             | Hornets de Charlotte - o   | 19             | 63             | 82             | .232           | 45             |                |
| 15             | Wizards de Washington - o  | 18             | 64             | 82             | .220           | 46             |                |

| Division Sud-Est          | V  | D  | MJ | V/D  | GB | Dom   | Ext   | Neu | Div  |
| ------------------------- | -- | -- | -- | ---- | -- | ----- | ----- | --- | ---- |
| Magic d'Orlando - y - pi  | 41 | 41 | 82 | .500 | –  | 22-19 | 19-22 | 0-0 | 12-4 |
| Hawks d'Atlanta - pi      | 40 | 42 | 82 | .488 | 1  | 21-19 | 19-22 | 0-1 | 10-6 |
| Heat de Miami - x         | 37 | 45 | 82 | .451 | 4  | 19-22 | 17-23 | 1-0 | 10-6 |
| Hornets de Charlotte - o  | 19 | 63 | 82 | .232 | 22 | 12-29 | 7-34  | 0-0 | 1-15 |
| Wizards de Washington - o | 18 | 64 | 82 | .220 | 23 | 8-32  | 10-31 | 0-1 | 7-9  |

### NBA In-Season Tournament
| Rang | Équipe                | %     | J | G | P | Pp  | Pc  | Diff |
| ---- | --------------------- | ----- | - | - | - | --- | --- | ---- |
| 1    | Knicks de New York    | 1.000 | 4 | 4 | 0 | 455 | 425 | 30   |
| 2    | Magic d'Orlando       | .750  | 4 | 3 | 1 | 441 | 396 | 45   |
| 3    | 76ers de Philadelphie | .500  | 4 | 2 | 2 | 408 | 411 | -3   |
| 4    | Nets de Brooklyn      | .250  | 4 | 1 | 3 | 436 | 475 | -39  |
| 5    | Hornets de Charlotte  | .000  | 4 | 0 | 4 | 406 | 439 | -33  |

|  | Quarts de finale                     | Quarts de finale                 | Quarts de finale                 | Quarts de finale                 |                         |                         | Demi-finales                     | Demi-finales                     | Demi-finales                     | Demi-finales                     |  |  | Finale                           | Finale                           | Finale                           | Finale                           |
|  |                                      |                                  |                                  |                                  |                         |                         |                                  |                                  |                                  |                                  |  |  |                                  |                                  |                                  |                                  |
|  | 10 décembre 2024 – Milwaukee, WI     | 10 décembre 2024 – Milwaukee, WI | 10 décembre 2024 – Milwaukee, WI | 10 décembre 2024 – Milwaukee, WI |                         |                         | 14 décembre 2024 – Las Vegas, NV | 14 décembre 2024 – Las Vegas, NV | 14 décembre 2024 – Las Vegas, NV | 14 décembre 2024 – Las Vegas, NV |  |  | 17 décembre 2024 – Las Vegas, NV | 17 décembre 2024 – Las Vegas, NV | 17 décembre 2024 – Las Vegas, NV | 17 décembre 2024 – Las Vegas, NV |
|  | 10 décembre 2024 – Milwaukee, WI     | 10 décembre 2024 – Milwaukee, WI | 10 décembre 2024 – Milwaukee, WI | 10 décembre 2024 – Milwaukee, WI |                         |                         | 14 décembre 2024 – Las Vegas, NV | 14 décembre 2024 – Las Vegas, NV | 14 décembre 2024 – Las Vegas, NV | 14 décembre 2024 – Las Vegas, NV |  |  | 17 décembre 2024 – Las Vegas, NV | 17 décembre 2024 – Las Vegas, NV | 17 décembre 2024 – Las Vegas, NV | 17 décembre 2024 – Las Vegas, NV |
|  | Bucks de Milwaukee                   | Bucks de Milwaukee               | 114                              | 114                              |                         |                         | 14 décembre 2024 – Las Vegas, NV | 14 décembre 2024 – Las Vegas, NV | 14 décembre 2024 – Las Vegas, NV | 14 décembre 2024 – Las Vegas, NV |  |  | 17 décembre 2024 – Las Vegas, NV | 17 décembre 2024 – Las Vegas, NV | 17 décembre 2024 – Las Vegas, NV | 17 décembre 2024 – Las Vegas, NV |
|  | Bucks de Milwaukee                   | Bucks de Milwaukee               | 114                              | 114                              |                         |                         | 14 décembre 2024 – Las Vegas, NV | 14 décembre 2024 – Las Vegas, NV | 14 décembre 2024 – Las Vegas, NV | 14 décembre 2024 – Las Vegas, NV |  |  | 17 décembre 2024 – Las Vegas, NV | 17 décembre 2024 – Las Vegas, NV | 17 décembre 2024 – Las Vegas, NV | 17 décembre 2024 – Las Vegas, NV |
|  | Magic d'Orlando                      | Magic d'Orlando                  | 109                              | 109                              |                         |                         | 14 décembre 2024 – Las Vegas, NV | 14 décembre 2024 – Las Vegas, NV | 14 décembre 2024 – Las Vegas, NV | 14 décembre 2024 – Las Vegas, NV |  |  | 17 décembre 2024 – Las Vegas, NV | 17 décembre 2024 – Las Vegas, NV | 17 décembre 2024 – Las Vegas, NV | 17 décembre 2024 – Las Vegas, NV |
|  | Magic d'Orlando                      | Magic d'Orlando                  | 109                              | 109                              | Bucks de Milwaukee      | Bucks de Milwaukee      | 110                              | 110                              |                                  |                                  |  |  | 17 décembre 2024 – Las Vegas, NV | 17 décembre 2024 – Las Vegas, NV | 17 décembre 2024 – Las Vegas, NV | 17 décembre 2024 – Las Vegas, NV |
|  | 11 décembre 2024 – New York, NY      |                                  |                                  |                                  | Bucks de Milwaukee      | Bucks de Milwaukee      | 110                              | 110                              |                                  |                                  |  |  | 17 décembre 2024 – Las Vegas, NV | 17 décembre 2024 – Las Vegas, NV | 17 décembre 2024 – Las Vegas, NV | 17 décembre 2024 – Las Vegas, NV |
|  |                                      |                                  | Hawks d'Atlanta                  | Hawks d'Atlanta                  | 102                     | 102                     |                                  |                                  |                                  |                                  |  |  | 17 décembre 2024 – Las Vegas, NV | 17 décembre 2024 – Las Vegas, NV | 17 décembre 2024 – Las Vegas, NV | 17 décembre 2024 – Las Vegas, NV |
|  | Knicks de New York                   | Knicks de New York               | Hawks d'Atlanta                  | Hawks d'Atlanta                  | 102                     | 102                     | 100                              | 100                              |                                  |                                  |  |  | 17 décembre 2024 – Las Vegas, NV | 17 décembre 2024 – Las Vegas, NV | 17 décembre 2024 – Las Vegas, NV | 17 décembre 2024 – Las Vegas, NV |
|  | Knicks de New York                   | Knicks de New York               | 14 décembre 2024 – Las Vegas, NV |                                  |                         |                         | 100                              | 100                              |                                  |                                  |  |  | 17 décembre 2024 – Las Vegas, NV | 17 décembre 2024 – Las Vegas, NV | 17 décembre 2024 – Las Vegas, NV | 17 décembre 2024 – Las Vegas, NV |
|  | Hawks d'Atlanta                      | Hawks d'Atlanta                  | 108                              | 108                              |                         |                         |                                  |                                  |                                  |                                  |  |  | 17 décembre 2024 – Las Vegas, NV | 17 décembre 2024 – Las Vegas, NV | 17 décembre 2024 – Las Vegas, NV | 17 décembre 2024 – Las Vegas, NV |
|  | Hawks d'Atlanta                      | Hawks d'Atlanta                  | 108                              | 108                              | Bucks de Milwaukee      | Bucks de Milwaukee      | 97                               | 97                               |                                  |                                  |  |  |                                  |                                  |                                  |                                  |
|  | 10 décembre 2024 – Oklahoma City, OK |                                  |                                  |                                  | Bucks de Milwaukee      | Bucks de Milwaukee      | 97                               | 97                               |                                  |                                  |  |  |                                  |                                  |                                  |                                  |
|  |                                      |                                  | Thunder d'Oklahoma City          | Thunder d'Oklahoma City          | 81                      | 81                      |                                  |                                  |                                  |                                  |  |  |                                  |                                  |                                  |                                  |
|  | Thunder d'Oklahoma City              | Thunder d'Oklahoma City          | Thunder d'Oklahoma City          | Thunder d'Oklahoma City          | 81                      | 81                      | 118                              | 118                              |                                  |                                  |  |  |                                  |                                  |                                  |                                  |
|  | Thunder d'Oklahoma City              | Thunder d'Oklahoma City          |                                  |                                  |                         |                         |                                  |                                  |                                  |                                  |  |  |                                  |                                  |                                  |                                  |
|  | Mavericks de Dallas                  | Mavericks de Dallas              | 104                              | 104                              |                         |                         |                                  |                                  |                                  |                                  |  |  |                                  |                                  |                                  |                                  |
|  | Mavericks de Dallas                  | Mavericks de Dallas              | 104                              | 104                              | Thunder d'Oklahoma City | Thunder d'Oklahoma City | 111                              | 111                              |                                  |                                  |  |  |                                  |                                  |                                  |                                  |
|  | 11 décembre 2024 – Houston, TX       |                                  |                                  |                                  | Thunder d'Oklahoma City | Thunder d'Oklahoma City | 111                              | 111                              |                                  |                                  |  |  |                                  |                                  |                                  |                                  |
|  |                                      |                                  | Rockets de Houston               | Rockets de Houston               | 96                      | 96                      |                                  |                                  |                                  |                                  |  |  |                                  |                                  |                                  |                                  |
|  | Rockets de Houston                   | Rockets de Houston               | Rockets de Houston               | Rockets de Houston               | 96                      | 96                      | 91                               | 91                               |                                  |                                  |  |  |                                  |                                  |                                  |                                  |
|  | Rockets de Houston                   | Rockets de Houston               |                                  |                                  |                         |                         |                                  | 91                               |                                  |                                  |  |  |                                  |                                  |                                  |                                  |
|  | Warriors de Golden State             | Warriors de Golden State         | 90                               | 90                               |                         |                         |                                  |                                  |                                  |                                  |  |  |                                  |                                  |                                  |                                  |
|  | Warriors de Golden State             | Warriors de Golden State         | 90                               | 90                               |                         |                         |                                  |                                  |                                  |                                  |  |  |                                  |                                  |                                  |                                  |
|  |                                      |                                  |                                  |                                  |                         |                         |                                  |                                  |                                  |                                  |  |  |                                  |                                  |                                  |                                  |